# Kurachiwka
Kurachiwka (ukr. Курахівка) – osiedle na Ukrainie, w obwodzie donieckim, w rejonie pokrowskim, w hromadzie Kurachowe. W 2022 liczyło 2600 mieszkańców, głównie rosyjskojęzycznych.